# Cerocida ducke
Cerocida ducke is een spinnensoort in de taxonomische indeling van de kogelspinnen (Theridiidae).
Het dier behoort tot het geslacht Cerocida. De wetenschappelijke naam van de soort werd voor het eerst geldig gepubliceerd in 1989 door Marques & Buckup.